# Pont d'Arc
Il pont d'Arc è un arco naturale, situato nel sud della Francia, nell'Ardèche, nel comune di Vallon-Pont-d'Arc.
L'arco ha una lunghezza di 60 metri e un'altezza di 54 metri ed è stato aperto dal fiume Ardèche. Si tratta di un sito noto per i canoisti. È anche detto "porta d'ingresso naturale" delle gole dell'Ardèche.